# Christoffer Wilhelm Eckersberg
Christoffer Wilhelm Eckersberg, né le 2 janvier 1783 à Blåkrog, dans le duché de Schleswig et mort le 22 juillet 1853 à Copenhague, est un peintre néo-classique danois. Il est le précurseur de l'Âge d'or danois.

## Biographie

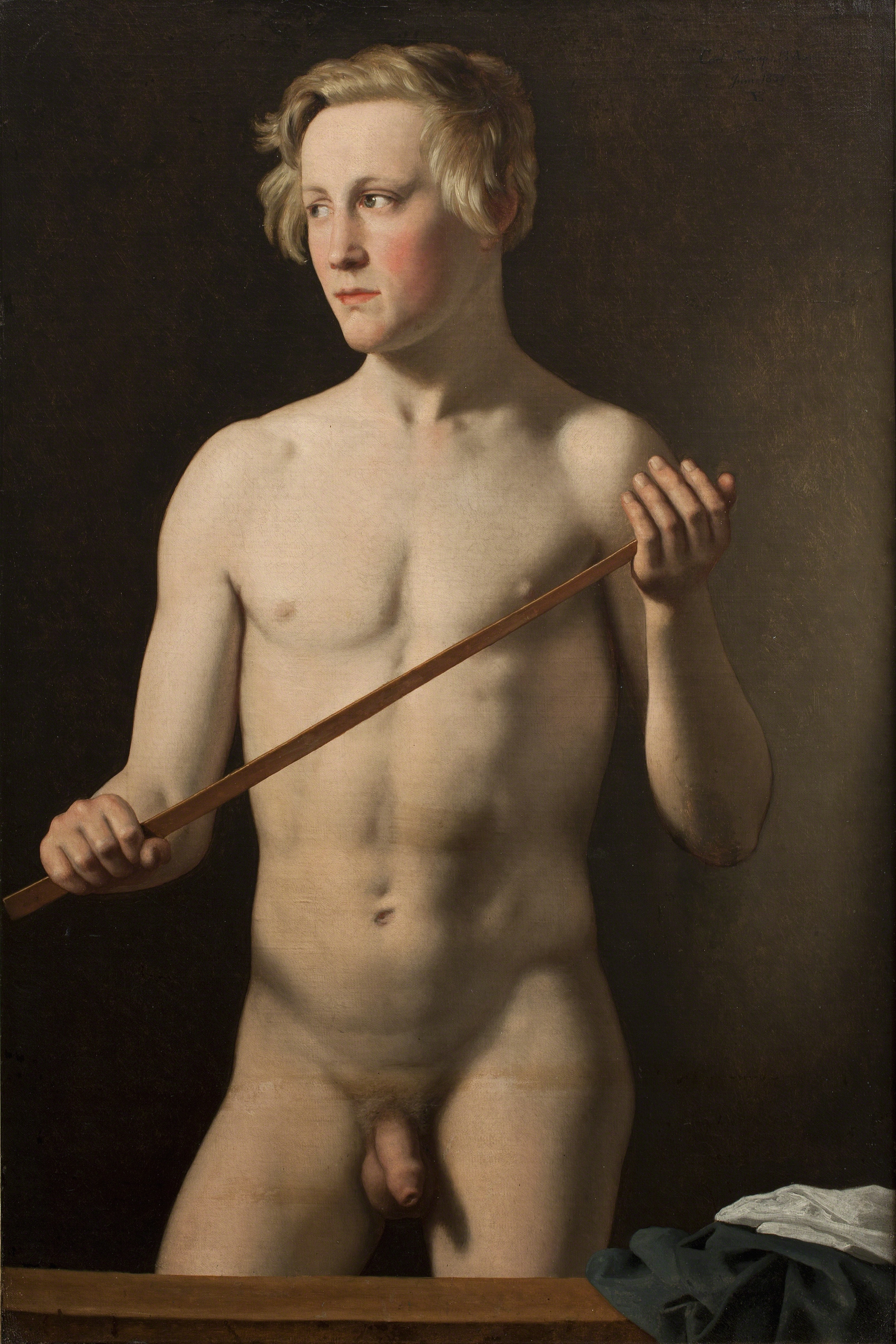
L'un de ses modèles préférés, Carl Frørup.

Eckersberg se forme dans un premier temps à l’Académie des beaux-arts de Copenhague, où il étudie auprès de Nicolai Abraham Abildgaard et Johan-Frederik Clemens.
En 1810, aidé par Tønnes Christian Bruun-Neergaard, il entreprend un voyage de six ans qui le mène à Paris, où il passe une année dans l’atelier de David, vivant au 3 rue de Beaune, à l'hôtel d'Auterive. Il fait une petite peinture d'après l'aqueduc d'Arcueil en 1812.
Il rejoint ensuite Rome et un groupe d'artistes danois, dont le sculpteur Bertel Thorvaldsen. Il y apprend à peindre les paysages, posant son chevalet en dehors de l'atelier. Il se perfectionne durant cette période dans l’art du paysage qu’il étudie sur nature. Marqué par cette expérience et par la rigueur néoclassique de David, il met en place des compositions réalistes, strictes et construites pour lesquelles l’étude directe de la nature est prédominante. Il rompt ainsi avec une école danoise encore marquée par une peinture idéalisée issue du XVIIIe siècle.
Il est nommé, en 1818, professeur à l'Académie royale du Danemark, où il crée une « école ». Il devient ainsi le peintre le plus renommé de sa génération, et est très tôt, considéré comme le « père de la peinture danoise », pour son œuvre ainsi que pour son enseignement, suivi par toute une génération de peintres.
Il meurt du choléra à Copenhague en 1853.

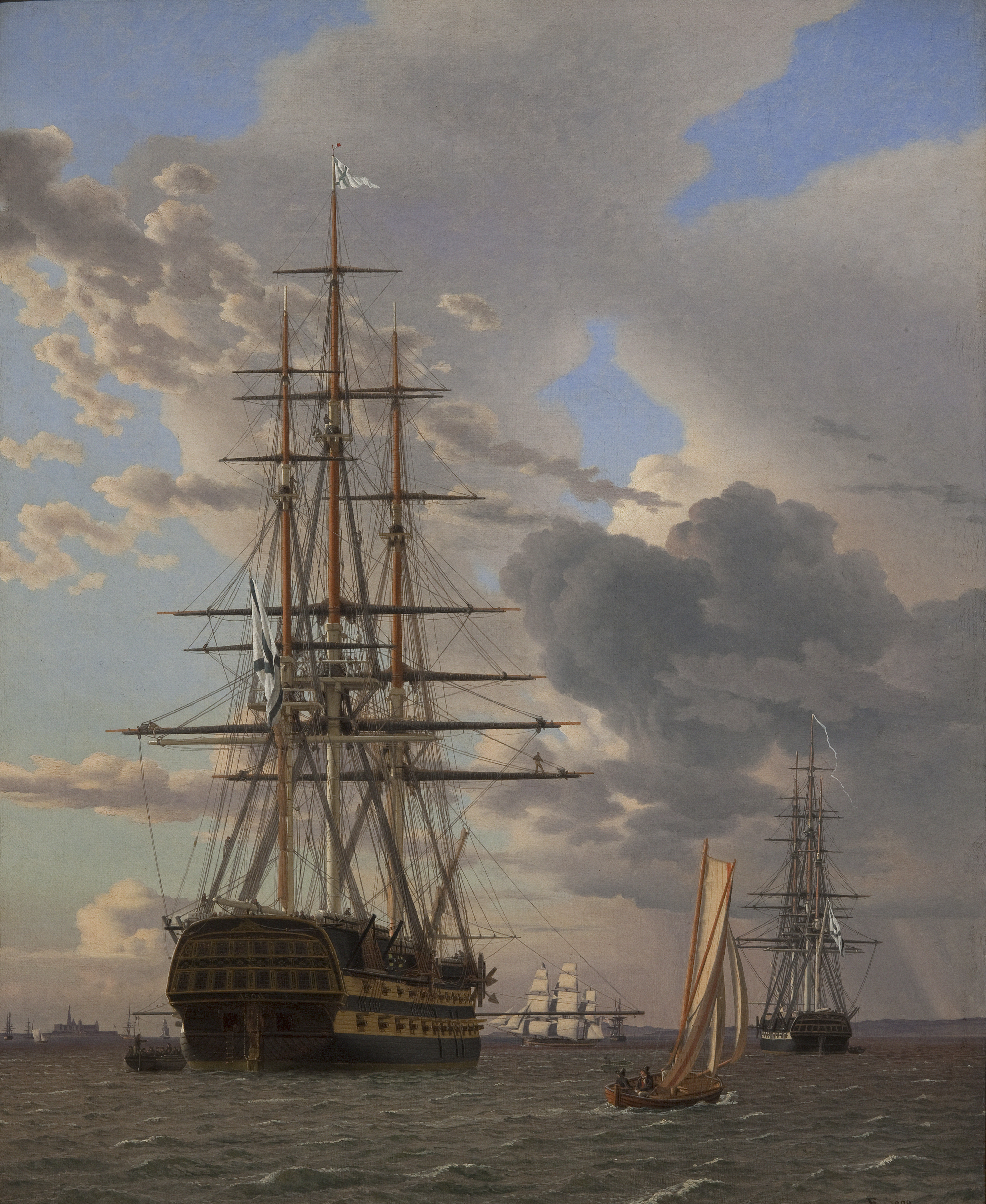
Le Navire de guerre russe Asow et une frégate à l'ancre dans la rade d'Elseneur, 1828, huile sur toile,, Statens Museum for Kunst, Copenhague.

## Œuvre
- L'aqueduc d'Arcueil, 1812, 32,5 X 40,5 cm, musée de Davids Samling à Copenhague, tableau acquis en 2020. Un dessin préparatoire datant de 1811 est conservé au Statens Museum for Kunst[4].
- Une cour à Rome, 1813, huile sur toile, 34 x 28 cm, Ribe Kunstmuseum[5].
- Portrait d'Anna Maria Magnani, 1814, huile sur toile, 31 × 22 cm, Collection Hirschsprung, Copenhague.
- Vue à travers trois arches du Colisée de Rome, 1815, huile sur toile, 32 × 49,5 cm, Statens Museum for Kunst, Copenhague.
- Les Ases autour du corps de Baldr, 1817, Académie royale des beaux-arts du Danemark, Copenhague.
- Bella et Hanna. Les filles aînées de M.-L. Nathanson, 1820, huile sur toile, 125 × 85,5 cm, Statens Museum for Kunst, Copenhague.
- Le Port de Dragor, Danemark, 1825, 22 × 31 cm, musée du Louvre[2].
- Le Navire de guerre russe Asow et une frégate à l'ancre dans la rade d'Elseneur, 1828.
- Un sloop danois allant vent arrière, 1831, 58,4 × 86,8 cm, musée du Louvre.
- Femme à sa toilette (Nu de dos), 1837.
- Nu assis ou Le Modèle (Trine Nielsen), 1839, 45 × 33 cm, musée du Louvre[6].
- Femme au miroir, 1841, huile sur toile, 33,5 × 26 cm, Collection Hirschsprung, Copenhague.
- Femme nue mettant ses chaussons, 1843, huile sur toile, 74 × 55 cm, Ny Carlsberg Glyptotek, Copenhague.

Le Statens Museum for Kunst de Copenhague conserve un dessin de lui pris de l'Hôtel d'Irlande, 3 rue de Beaune, à Paris. L'artiste de sa chambre nous présente le pavillon de Flore entre les immeubles du quai Voltaire.

Paysages
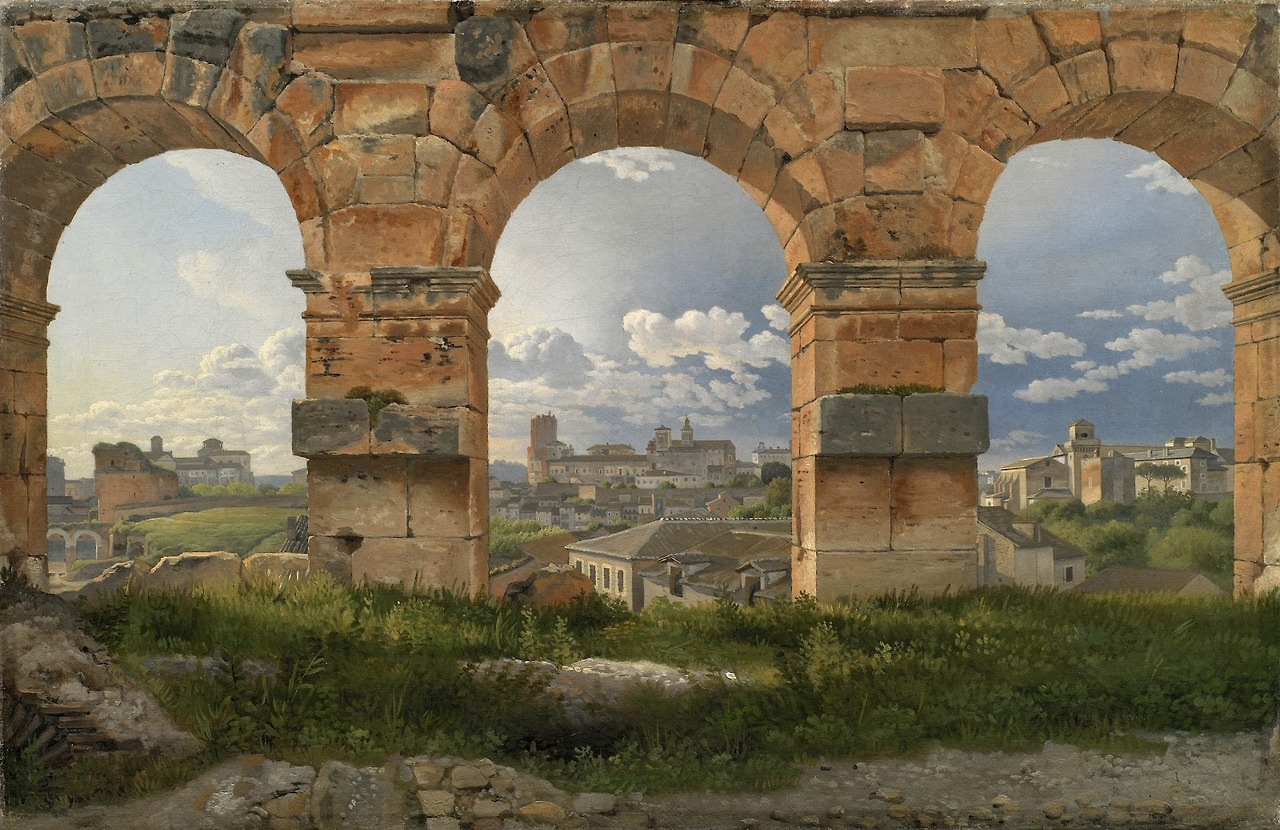
Vue à travers trois des arches du nord-ouest du troisième étage du Colisée de Rome, 1815 Statens Museum for Kunst.
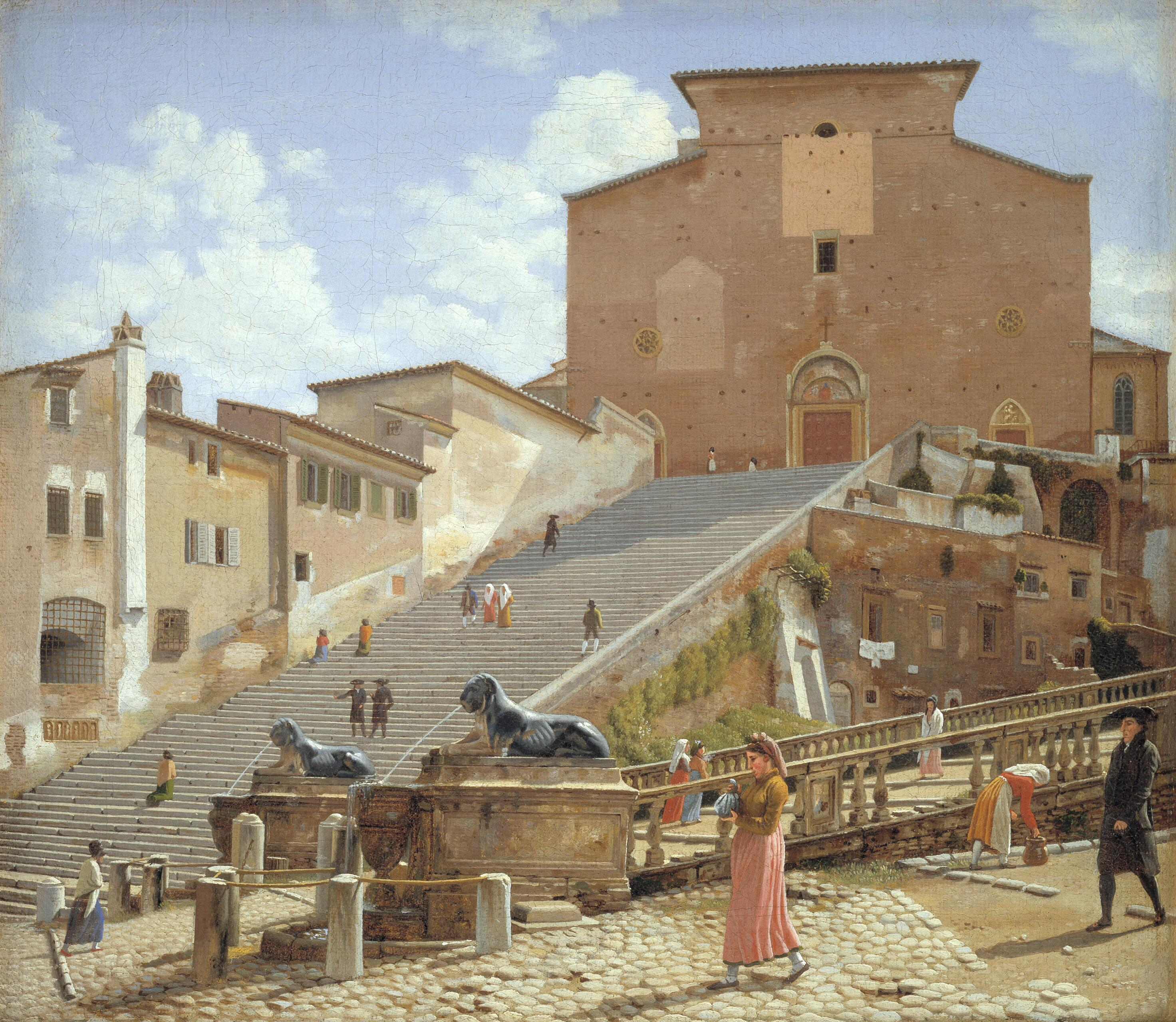
Escalier de marbre menant à l’église Santa Maria in Aracoeli à Rome, 1816.
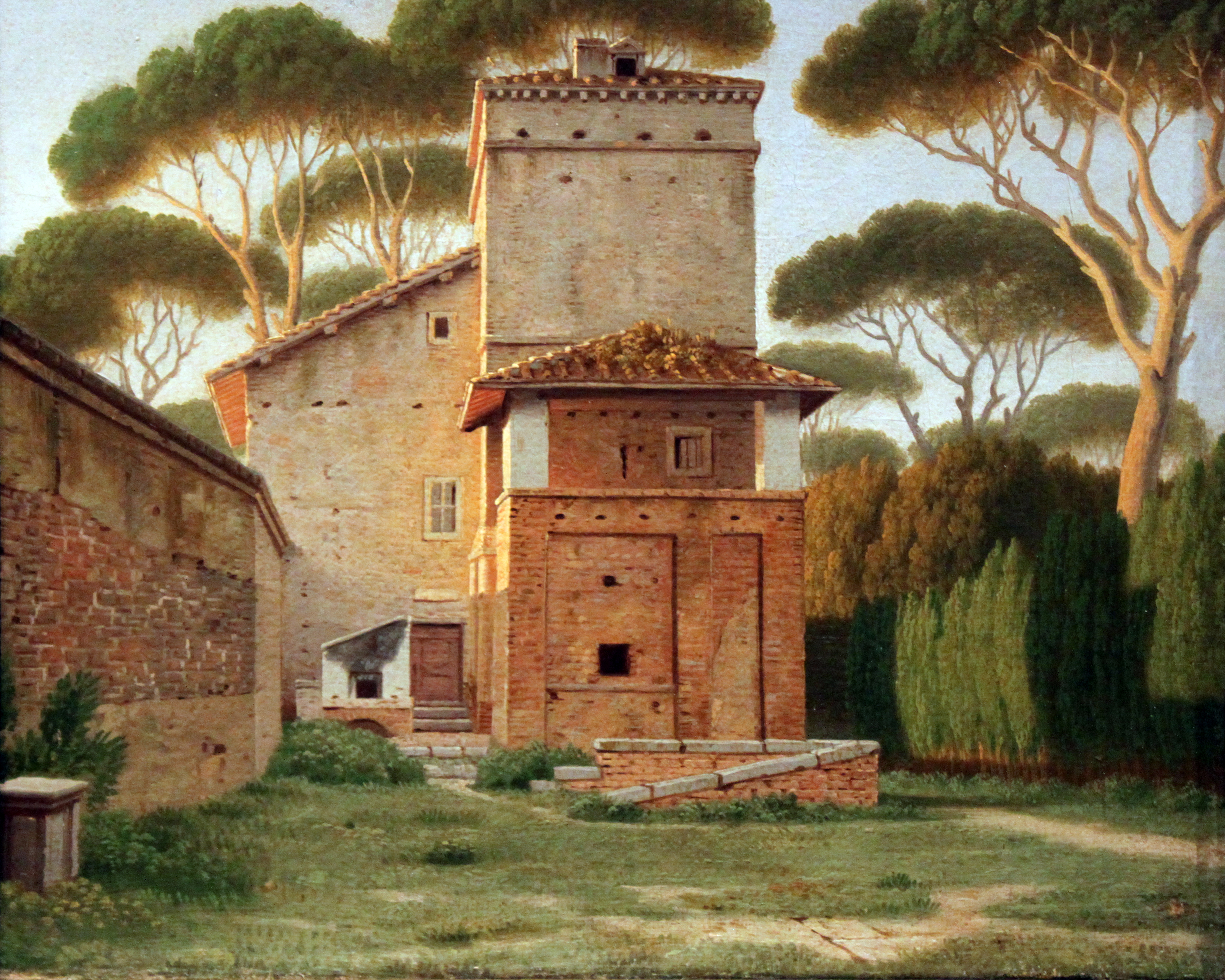
La Maison de gardien du parc de la villa Borghese, 1816, Kunsthalle de Hambourg.
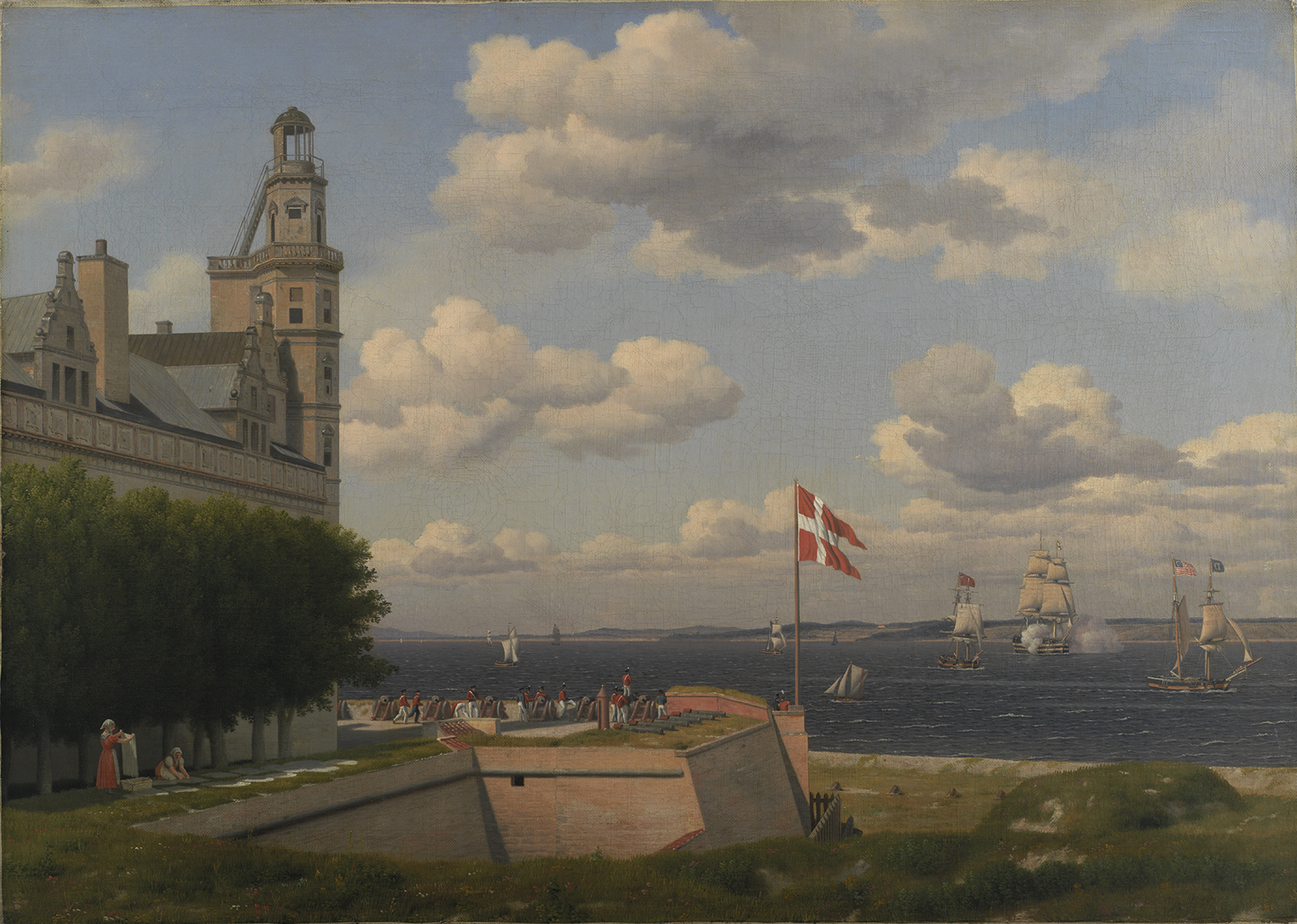
Vue depuis château de Kronborg de la côte suédoise, 1829, Statens Museum for Kunst.

Portraits
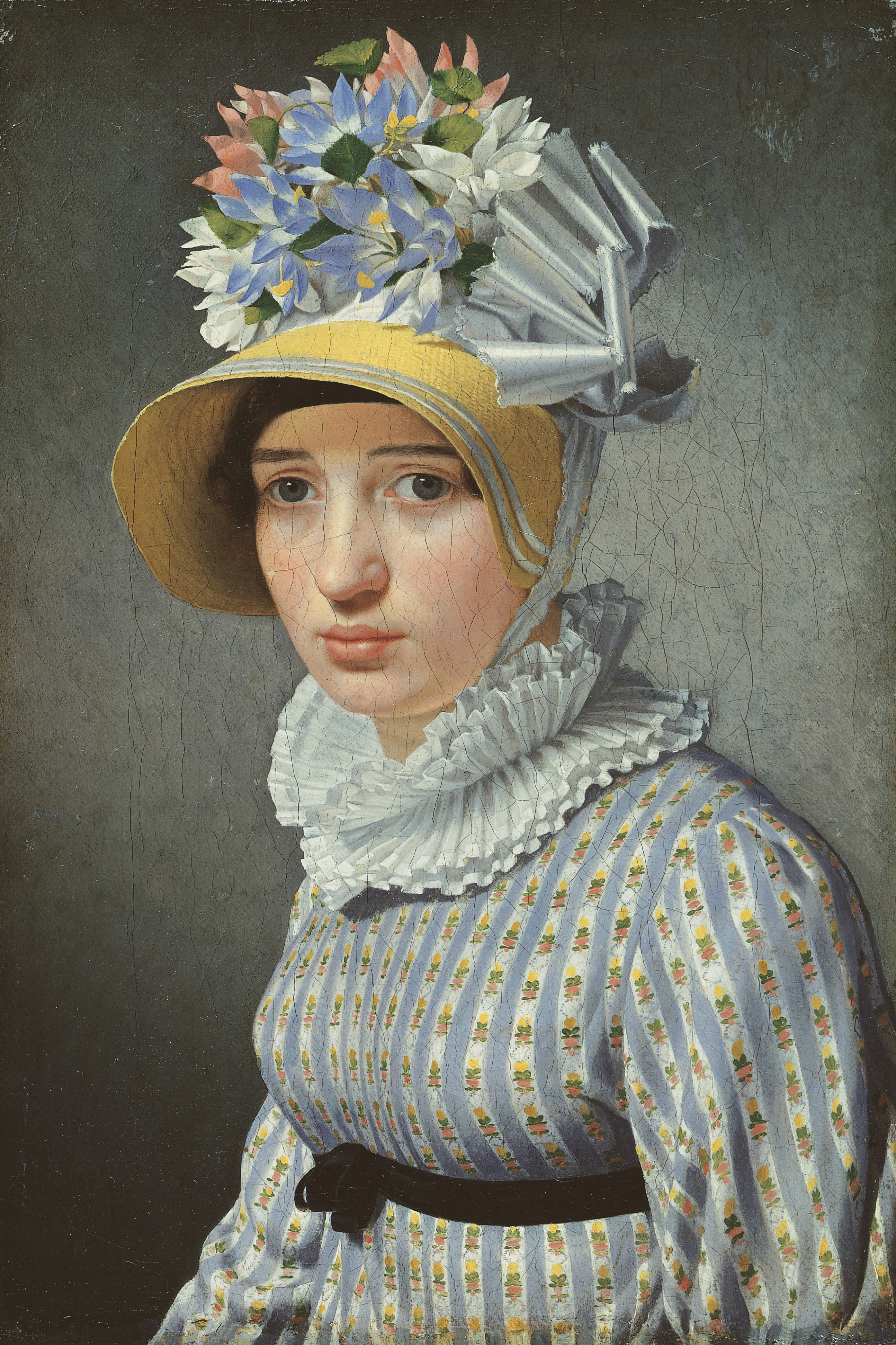
Portrait de Anna Maria Magnani, 1814 Collection Hirschsprung, Copenhague.
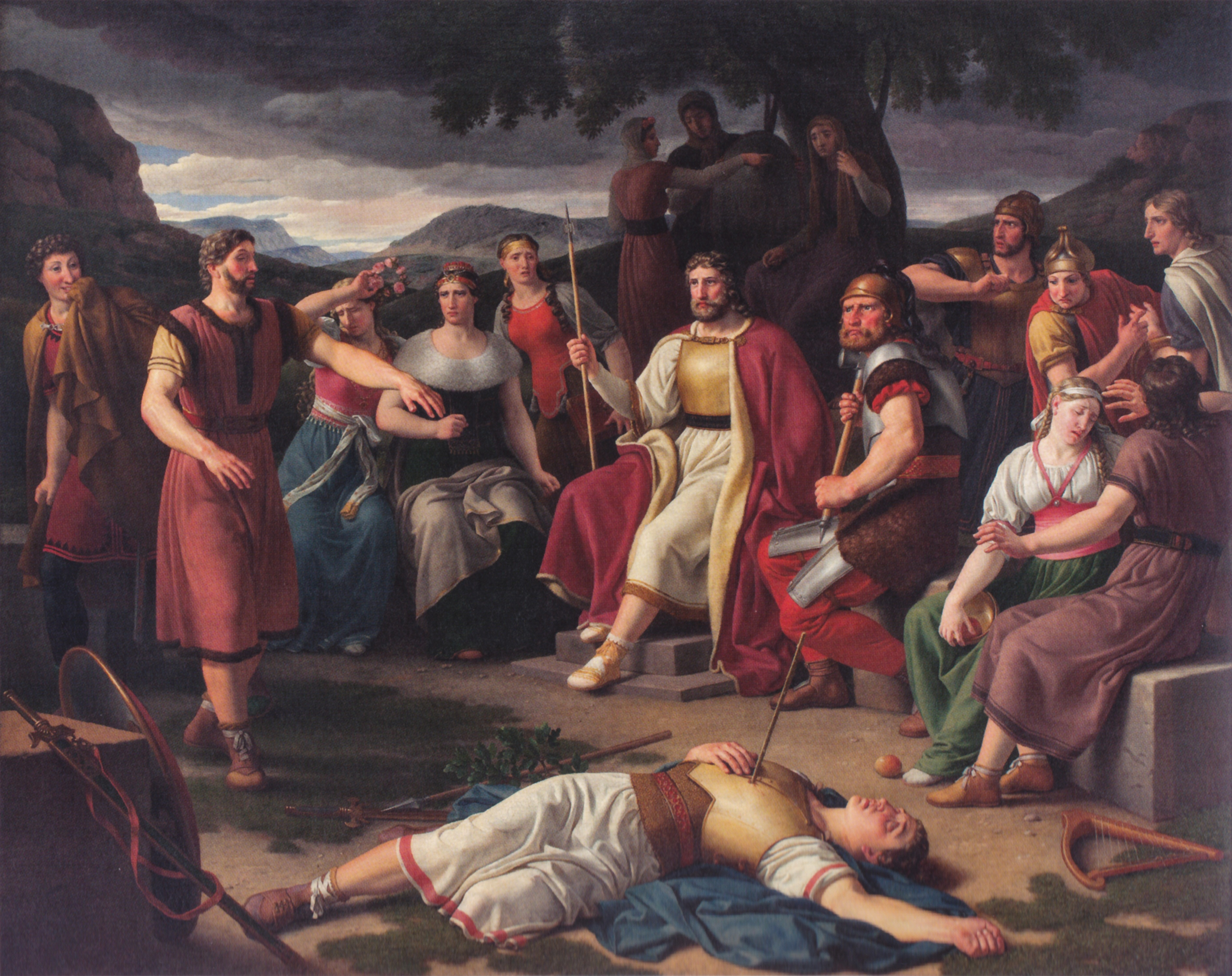
Les Ases autour du corps de Baldr ou La mort de Baldr, 1817, Académie royale des beaux-arts du Danemark.
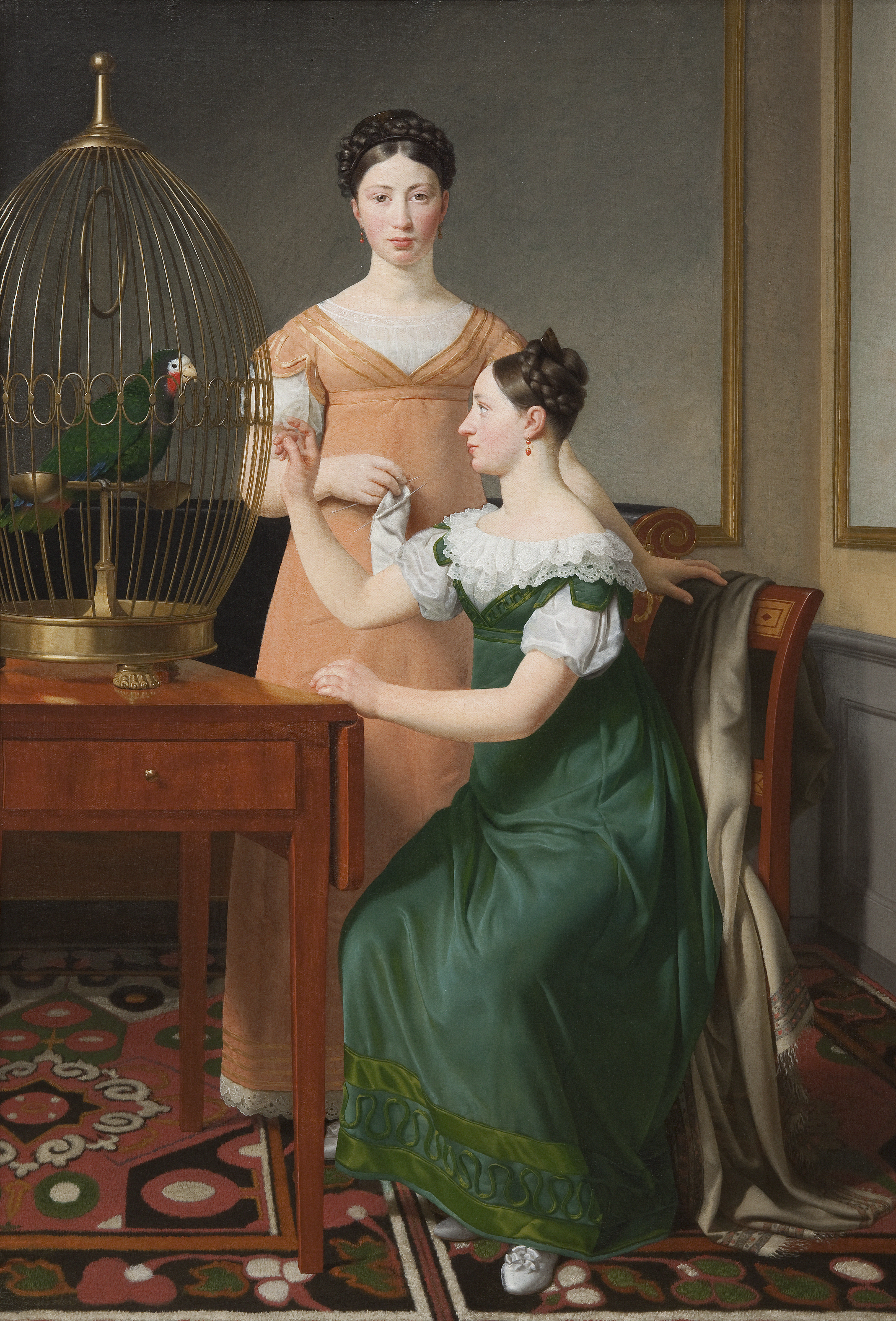
Bella et Hanna, 1820 Statens Museum for Kunst.
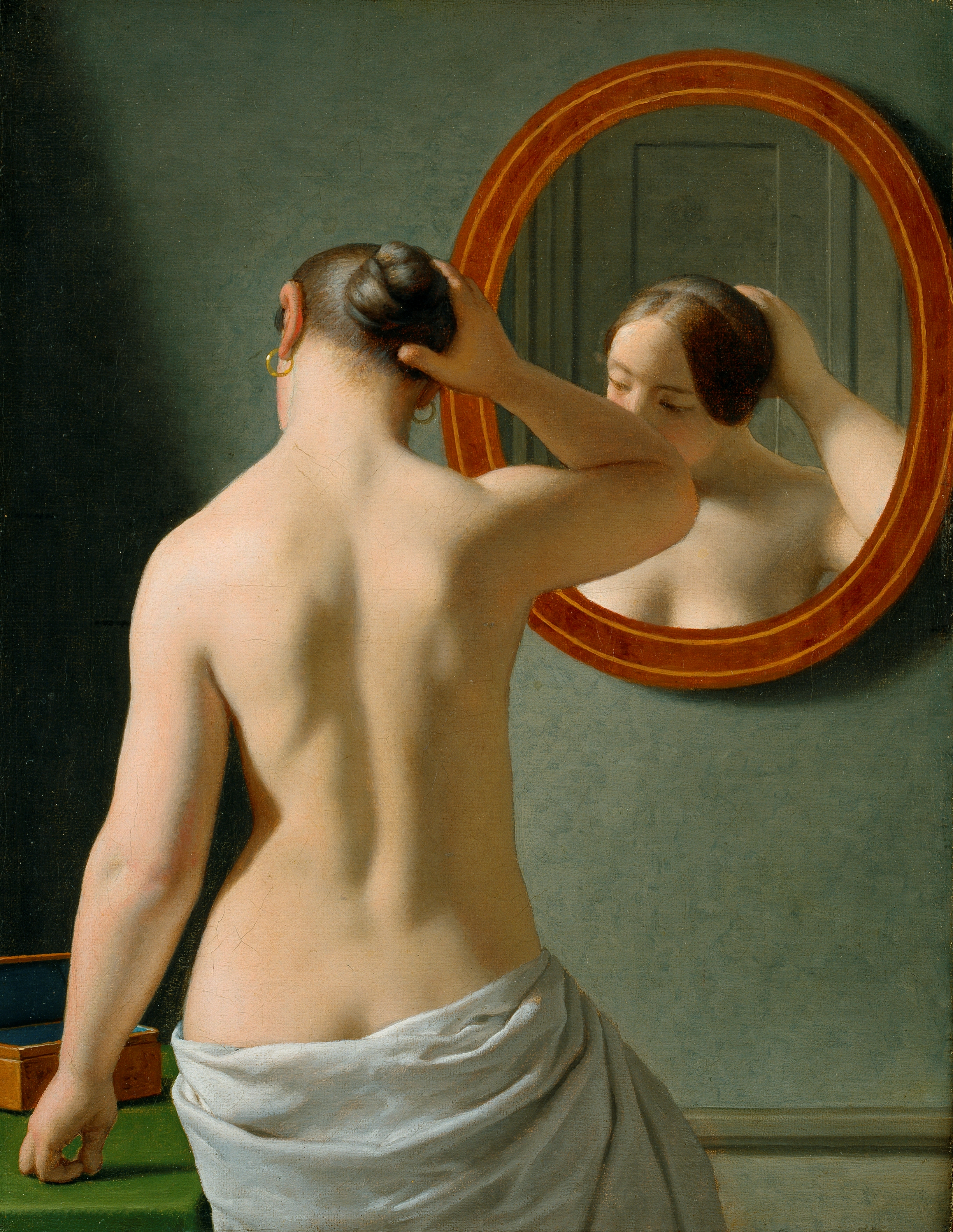
Femme à sa toilette, 1841 Collection Hirschsprung, Copenhague.
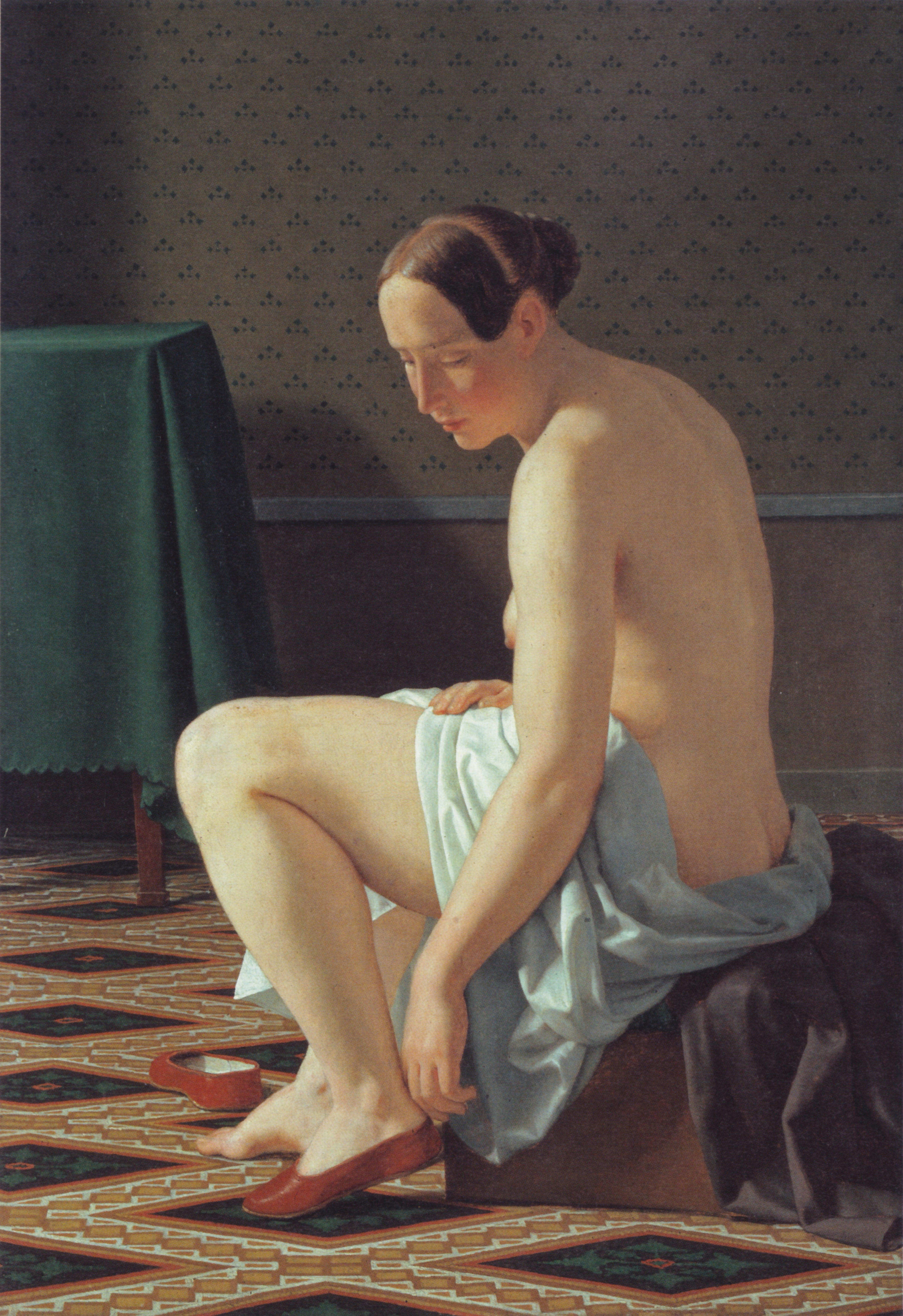
Femme nue mettant ses chaussons, 1843 Ny Carlsberg Glyptotek, Copenhague.